# Thomas Winkler (Eishockeyspieler)
Thomas Winkler (* 1. April 1998 in Villach) ist ein österreichischer Eishockeyspieler, der seit 2015 beim EC VSV in der Österreichischen Eishockey-Liga unter Vertrag steht.

## Karriere
Winkler begann seine Eishockeykarriere schon als Kleinkind in seiner Heimatstadt Villach. Er wechselte allerdings 2013 zum Heimatstadtkonkurrenten EC KAC. Im Jahr 2015 wechselte er aus privaten Gründen wieder zurück zum EC VSV. 

## Karrierestatistik
(Legende zur Spielerstatistik: Sp oder GP = absolvierte Spiele; T oder G = erzielte Tore; V oder A = erzielte Assists; Pkt oder Pts = erzielte Scorerpunkte; SM oder PIM = erhaltene Strafminuten; +/− = Plus/Minus-Bilanz; PP = erzielte Überzahltore; SH = erzielte Unterzahltore; GW = erzielte Siegtore; 1 Play-downs/Relegation; Kursiv: Statistik nicht vollständig)